# 塞瓦爾德湖
48°59′30″N 8°58′07″E / 48.991609°N 8.968619°E

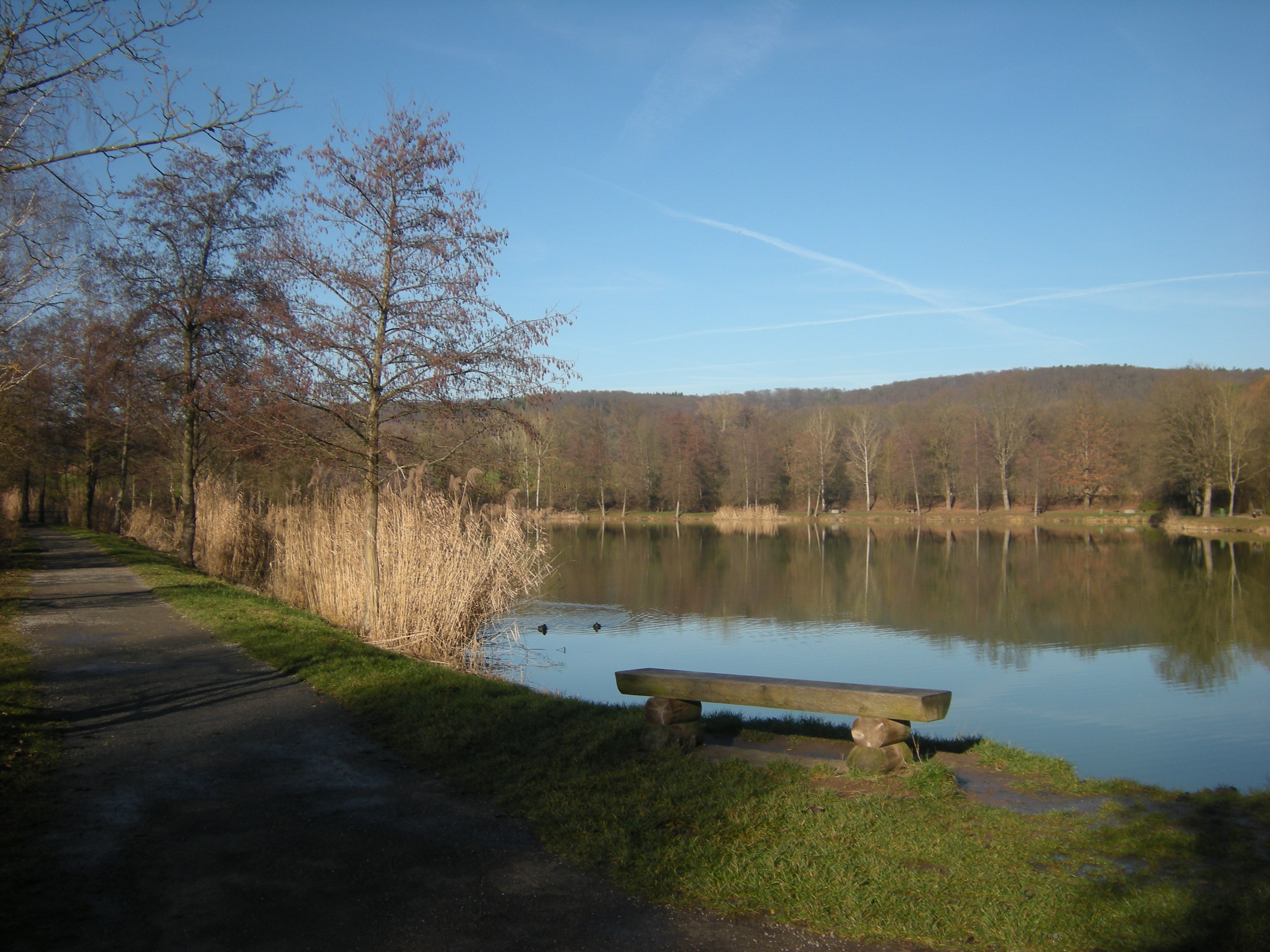

塞瓦爾德湖（德語：Seewaldseen），是德國的湖泊，位於該國西南部，由巴登-符騰堡州負責管轄，處於路德維希堡縣，面積0.05平方公里，海拔高度246米，湖岸線長度1.3公里，附近城鎮有恩茨河畔法伊英根。